# CARE International
L'organizzazione umanitaria Care International, fondata negli Stati Uniti d'America nel 1945, ha come scopo di combattere la povertà nel mondo ed opera a favore di 30 milioni di persone nei 72 Paesi più poveri di Asia, Africa, America Latina, Medio Oriente e Europa orientale.
L'organizzazione ha il suo quartier generale a Bruxelles e 11 uffici in Europa, Australia, Nord America e Giappone. 
Gestisce oltre 500 programmi in tutto il mondo. Dei suoi oltre 10.000 dipendenti - secondo il sito internet dell'organizzazione - 9.000 sono cittadini dei Paesi dove l'ONG realizza programmi. I programmi di Care sono sostenuti da diverse istituzioni internazionali, tra cui le Nazioni Unite, la Banca Mondiale e l'Unione europea.